# Kurt Reidemeister
Kurt Werner Friedrich Reidemeister (* 13. Oktober 1893 in Braunschweig; † 8. Juli 1971 in Göttingen) war ein deutscher Mathematiker und Professor an den Universitäten Wien, Königsberg, Marburg und Göttingen. Er entwickelte die Reidemeister-Bewegungen, einen Grundstein der Knotentheorie, eines Teilgebietes der Topologie. Er beschäftigte sich auch mit Philosophie, der demokratischen Verantwortung des Akademikers, und trat als Übersetzer von Stéphane Mallarmé hervor; eigene Gedichte wurden 1947 veröffentlicht.

## Leben und Werk

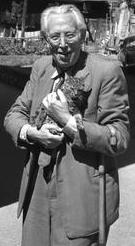
Kurt Reidemeister

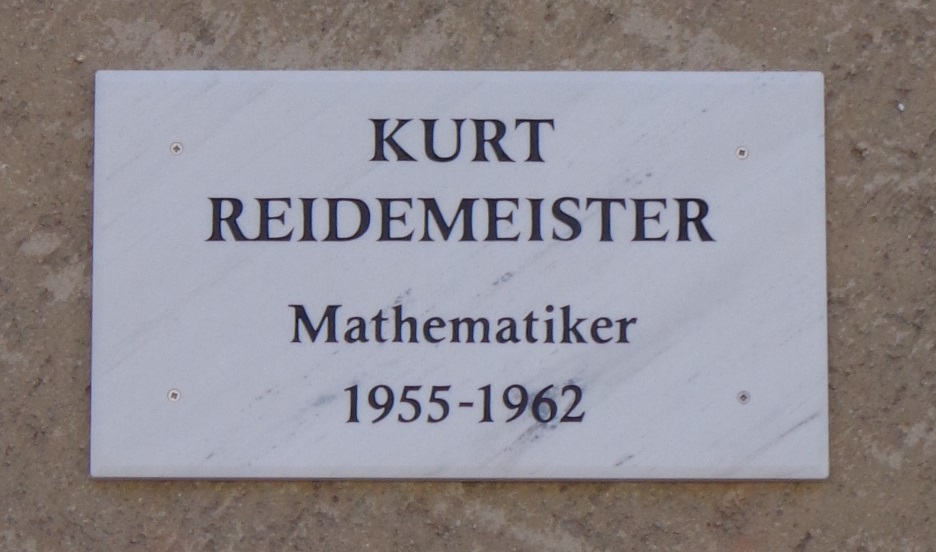
Göttinger Gedenktafel für Kurt Reidemeister

Kurt Reidemeister und sein Bruder Leopold sowie seine Schwester Marie wurden in Braunschweig als Kinder von Hans Reidemeister, einem herzoglich-braunschweigischen Regierungsrat, und dessen Frau Sophie geb. Langerfeldt, einer Enkelin von Wilhelm Bode, geboren. 1912 begann Reidemeister ein Studium der Philosophie und Mathematik in Freiburg im Breisgau, wo er unter anderem Vorlesungen von Edmund Husserl besuchte. Er wechselte zunächst nach Marburg und dann nach Göttingen, unterbrach sein Studium jedoch, um sich 1914 als Kriegsfreiwilliger zu melden. 1914–18 war er Soldat im Weltkrieg und konnte sein Studium deswegen erst 1920 beenden. Sein Staatsexamen legte er in den Fächern Mathematik, Physik, Chemie, Philosophie und Geologie ab. In der Mathematik wurde er dabei von Edmund Landau geprüft. Danach ging Reidemeister zu Erich Hecke nach Hamburg, um dort eine Assistentenstelle anzunehmen. Bei Hecke wurde er 1921 über ein Thema aus der algebraischen Zahlentheorie promoviert. Schon in Hamburg zeigte sich Reidemeisters vielseitiges Interessenspektrum. Er beschäftigte sich nicht nur mit mathematischen Fragen, sondern nahm auch rege am gesellschaftlichen und kulturellen Leben teil, unter anderem schrieb er regelmäßig literarische Kolumnen in einer Hamburger Zeitung und verfasste Gedichte und kleine Novellen.
1922 nahm er einen Ruf auf eine außerordentliche Professur an die Universität Wien an. Dort kam er über Hans Hahn in Berührung mit den Ideen des Wiener Kreises. In der Wiener Zeit kam Reidemeister auch zu dem Entschluss, sich intensiv mit der Knotentheorie auseinanderzusetzen. Hauptarbeitsgebiet in den folgenden Jahren wurde die kombinatorische Topologie. In Wien lernte er auch seine spätere Frau, Elisabeth Wagner, die aus Riga stammte, kennen. 1925 folgte Reidemeister einem Ruf an die Albertina nach Königsberg als Nachfolger von Wilhelm Franz Meyer. In der Königsberger Zeit setzte er seine in Wien begonnenen Arbeiten zur Topologie und Knotentheorie fort. 1926 bewies er, dass zwei Knotendiagramme genau dann denselben Knoten definieren, wenn sie sich durch eine Folge von Reidemeister-Bewegungen ineinander überführen lassen.
Reidemeisters philosophische Interessen kamen erneut zum Ausdruck, als im September 1930 in Königsberg gleichzeitig vier große Wissenschaftskongresse stattfanden: die Jahresversammlung der Gesellschaft Deutscher Naturforscher und Ärzte, die Jahrestagung der Deutschen Mathematiker-Vereinigung, die 6. Deutsche Physiker- und Mathematikertagung und die zweite Tagung für Erkenntnislehre der exakten Wissenschaften. Reidemeister war an der Organisation dieser Kongresse beteiligt und hatte viele Mitglieder des Wiener Kreises eingeladen. Auf diesen Tagungen hielt David Hilbert seinen berühmten Radiovortrag („Wir müssen wissen – wir werden wissen“) und Kurt Gödel präsentierte – damals noch wenig beachtet – seine Ergebnisse zu unentscheidbaren Sätzen in formalen logischen Systemen.
Die Königsberger Studentenschaft (wie auch die Studentenschaft an fast allen anderen deutschen Universitäten) geriet mit Ende der 1920er Jahre zunehmend in das Fahrwasser der antirepublikanischen politischen Rechten und der Nationalsozialisten. Bereits 1930 hatte es studentische Unruhen gegeben, die zum Rücktritt des Rektors führten. Reidemeister fühlte sich von dem irrationalen agitatorischen Denken und Tun abgestoßen und bezog in seinen Vorlesungen dagegen Stellung. Mit der Machtergreifung der Nationalsozialisten 1933 wurde er daraufhin entlassen, obwohl er im Gegensatz zu seinem Königsberger Mathematiker-Kollegen, dem Ordinarius Gabor Szegö und den beiden Privatdozenten Werner Wolfgang Rogosinski und Richard Brauer, nicht jüdischer Herkunft war. Die Vertreibung Reidemeisters aus dem Amt im Frühjahr 1933 „zeigte ... den Fall eines Intellektuellen, dessen Ideal des ‚exakten Denkens‘ ... mit den faschistischen Entwicklungen des akademischen Lebens in Konflikt geriet und unvereinbar blieb.“ (Epple)
Während die drei genannten Kollegen, die kurz nach Reidemeister ebenfalls entlassen wurden, aus Deutschland emigrieren mussten, konnte Reidemeister, wohl wesentlich durch Vermittlung Erich Heckes, der ebenfalls dem Nationalsozialismus ablehnend gegenüberstand, eine Berufung nach Marburg erlangen. Dort arbeitete er weiter auf dem Gebiet der Topologie, zog sich in der Zeit des Nationalsozialismus jedoch zunehmend in die innere Emigration zurück.
1935 definierte er eine heute unter dem Namen Reidemeister-Torsion bekannte topologische Invariante, mit der man erstmals homotopieäquivalente nicht homöomorphe Mannigfaltigkeiten unterscheiden konnte. Konkret bewies er, dass die Linsenräume L(7,1) und L(7,2) nicht homöomorph sind. Weitere auf Reidemeister zurückgehende Resultate sind die Klassifikation der als Fundamentalgruppe von 3-Mannigfaltigkeiten vorkommenden abelschen Gruppen und der Satz von Reidemeister-Singer: je zwei Heegaard-Zerlegungen einer 3-Mannigfaltigkeit haben eine gemeinsame Stabilisierung.
1946 war er Vorsitzender der Deutschen Mathematiker-Vereinigung.
Er wechselte 1955 nach Göttingen, wo er 1971 verstarb. 1955 wurde er zum ordentlichen Mitglied der Göttinger Akademie der Wissenschaften gewählt.
Zu seinen Doktoranden gehörten u. a., Günter Hotz und Heiner Zieschang.

## Veröffentlichungen (Auswahl)
- Knotentheorie. Ergebnisse der Mathematik und ihrer Grenzgebiete, Band 1. Springer, Berlin 1932
- Einführung in die kombinatorische Topologie. Vieweg, Braunschweig 1932
- Die Arithmetik der Griechen. Leipzig-Berlin 1940 (besprochen von Max Steck in Geistige Arbeit Nr. 2, Jahrgang 1941).
- Mathematik und Logik bei Plato. Leipzig-Berlin 1942.
- Complexes and homotopy chains. Bulletin of the American Mathematical Society 56, 1950, S. 297–307.